# Чжоу Цзиці
Чжоу Цзиці (спрощ.: 周自齐; кит. трад.: 周自齊; піньїнь: Zhōu Zìqí; 17 листопада 1869 — 21 жовтня 1923) — китайський державний і політичний діяч, виконував обов'язки президента Китайської Республіки в червні 1922 року після відставки його попередника Сюй Шічана.

## Життєпис
Вищу освіту здобував у Колумбійському університеті (США). Повернувшись на батьківщину, заснував університет Цінхуа, в якому студентів готували до навчання у Штатах. 1911 року обіймав посаду президента створеного ним же навчального закладу.
Будучи губернатором провінції Шаньдун, підтримував політику Юань Шикая щодо скасування в Китаї народного правління й відновлення монархії, оскільки вважав, що 98 % китайців неграмотні й не готові до самоврядування, що політики їх використовують, що призводить до нестабільності й хаосу в країні.
У подальшому Чжоу Цзиці займав пости президента Банку Китаю, міністра зв'язку, військового міністра, міністра фінансів, міністра сільського господарства й торгівлі, генерального інспектора соляної промисловості. Фактично сприяв витоку інформації до ЗМІ щодо двадцяти однієї вимоги Японської імперії. Коли Юань Шикай спробував відновити в Китаї монархію, Чжоу Цзиці був відряджений до Японії в якості спеціального посланця. Японський уряд відмовився мати з ним справу, тому він повернувся повідомити Юаню, що його уряд втратив зовнішню підтримку.
1915 року ініціював Національний день саджання дерев, що проводиться дотепер у КНР і на Тайвані (змінено лише дату).
1916 року втік до Японії після того, як президент Лі Юаньхун віддав наказ про арешт восьми головних монархістів. Повернувся до Китаю в лютому 1918 року, після того як звинувачення було знято. 1920 року був призначений на посаду міністра фінансів. Наступного року зазнав поразки в боротьбі за пост прем'єр-міністра та був змушений піти у відставку.
1922 року впродовж кількох днів виконував обов'язки президента країни. За його врядування Чжилійська кліка намагалась умовити Лі Юаньхуна знову прийти до влади. Звинувативши чжилійців у втручанні в його роботу, Чжоу Цзиці виїхав до США вивчати кіновиробництво. Повернувшись на батьківщину, планував відкрити кіностудію, втім 1923 року помер.
Його дружині відтяли голову хунвейбіни у власному будинку в Пекіні під час Культурної революції. Її четверта донька була свідком страти, через що збожеволіла.